# Juana Koslay
Juana Koslay – miasto w Argentynie, w prowincji San Luis, w departamencie Juan Martín de Pueyrredón.
Według danych szacunkowych na rok 2010 miejscowość liczyła 12 467 mieszkańców.